# 山本勘助

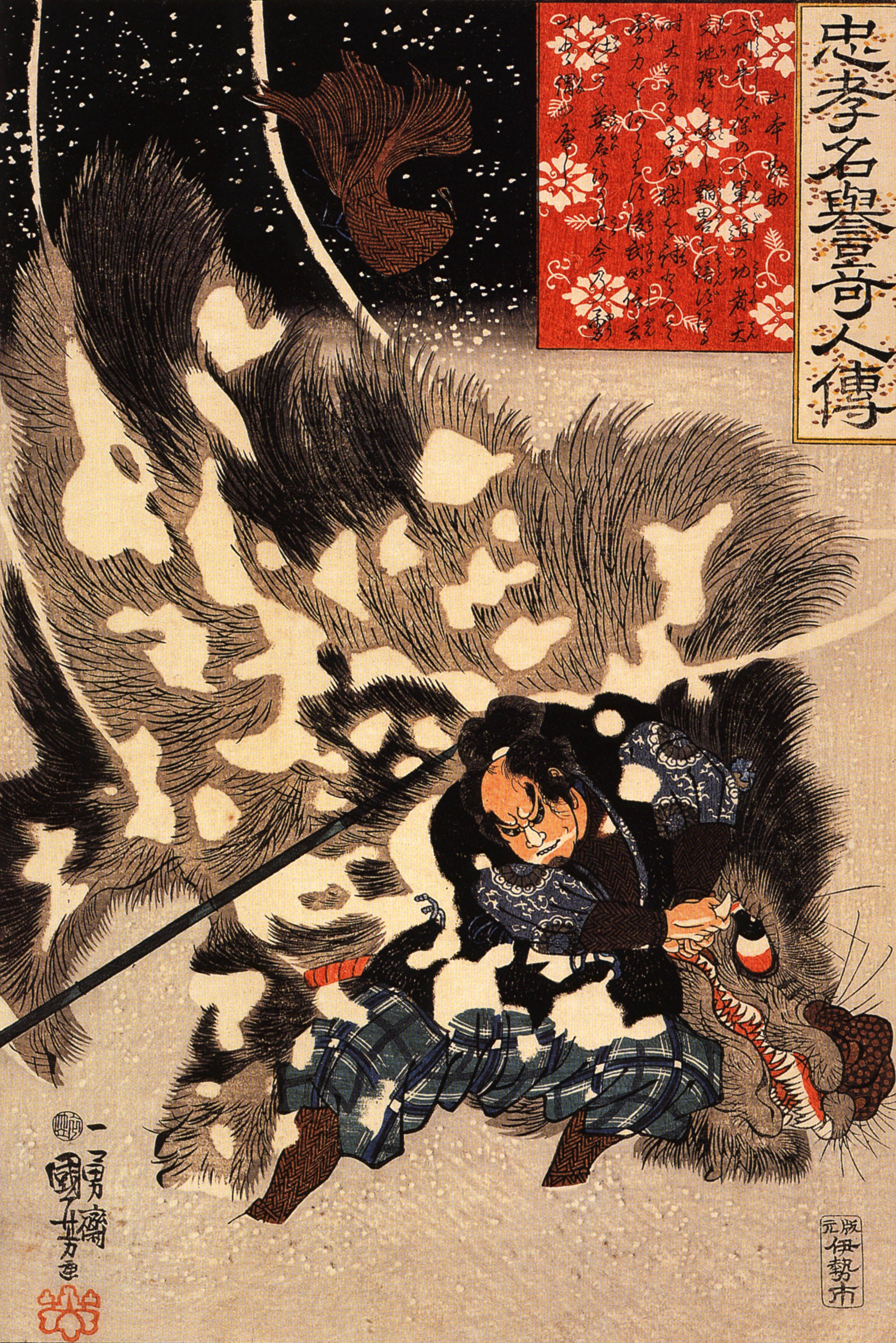
山本勘助畫像

山本勘助（1493?年或1501?年—1561年10月8日）是日本戰國時代的武將，武田信玄的家臣，根據軍事書《甲陽軍鑑》所記載，他是在1493年出生(近代考證約為1501年)，而且書中提及他是武田家的軍師，諱名晴幸（由蒙賜將軍偏諱的晴信所賜），出家後法名道鬼。有一子山本勘藏。

## 甲陽軍鑑所記載的經歷

### 浪人時代
山本勘助出生於西三河賀茂，原名山本源助，父親山本貞幸為三河牛久保城主牧野成勝的家老，15歲時被同為牧野氏家老的大林勘左衛門貞次收為養嗣子，但在貞次嫡子貞則出生後被廢嫡。大約20歲時，勘助周遊列國到日本各地修行築城術、陣法與兵法，足跡遍布日本中國地區、四國、九州、關東，之後在京都習得「行流」劍法，但是由於他其中一隻眼失明，加上不良於行，使得他仕宦之路總是屈折。

### 出仕武田
父親先後侍奉今川氏及武田氏，三河山本家原籍駿河富士郡，後在父親或祖父一代轉封至三河2,200石。其兄山本光幸在花倉之亂擁立玄廣惠探失敗後曾作為周遊列國的浪人。天文5年（1536年），37歲的勘助欲出仕今川義元而前往駿河並投靠浪人家老庵原忠胤，透過重臣朝比奈信置表達意願，但義元卻嫌其膚黑貌醜、獨眼瘸腿而棄之不用。花倉之亂時山本勘助已經43歲，故有可能參與戰鬥。花倉之亂五年後發生武田晴信與板垣信方等人放逐武田信虎事件。
待在故鄉七年後，天文12年（1543年）在板垣信方推薦之下出仕武田家，起初擔任板垣信方的侍從，俸祿100貫（約五百石），後晴信在躑躅崎館與勘助相談後，對其見識、諸國瞭解及築城術感到驚訝與佩服，俸祿增為二百貫（一千石），並任命為統領75名足輕的足輕大將，也將名字中的「晴」字賜予勘助，改名為「晴幸」。
出仕武田家當年，勘助征討信濃地區，立下攻陷九座城池的大功，俸祿增加到300貫。1544年武田晴信攻打諏訪賴重，勘助獻出計策將諏訪賴重擊敗，賴重之女諏訪御料人美貌出眾，晴信想將她納為側室卻受到板垣信方、甘利虎泰等重臣反對，後來勘助說明是為了讓武田家血統融入諏訪氏，得以繼承名門方便控制當地豪族之故，晴信才得以遂其所願，隔年生下一名男孩，該男孩即為武田家末代當主武田勝賴。
天文15年（1546年），晴信攻打位於信濃國小縣郡、村上義清所據之戶石城，在猛將義清的奮戰之下以少數兵馬重創武田大軍，武田軍撤退時遭到追擊，有全軍總崩的危險，勘助獻策並親自率領五十騎兵繞道突擊村上主軍，晴信適時配合反擊，因此才得以挽回軍勢，戰後勘助俸祿追加為800貫的足輕大將。
晴信常常以軍略政略詢問勘助，勘助對答如流並屢屢獻策，例如將築城術運用在高遠城、小諸城的工程上。勘助的築城術有「山本勘助入道道鬼流兵法」之譽，據『真田三代記』記載，勘助曾因真田幸隆的懇求，將築城術傳授予馬場信春。此外，勘助的獻策還包括制定有名的分國法「甲州法度次第」。勘助也常常評論毛利元就、大内義隆、今川義元、上杉憲政、松平清康等諸國武將。
1548年，勘助參與上田原之戰，在重臣板垣信方、甘利虎泰等人戰死，武田軍一度陷入苦戰之際，勘助獻策大敗村上義清，義清逃往越後國投靠長尾景虎（上杉謙信），勢力徹底退出信濃。
1551年，武田晴信與勘助一同出家，法名道鬼齋（正史上晴信出家為1559年）。
1553年，受信玄的命令建造海津城，由高坂昌信擔任城主，以防衛越後的長尾景虎。

### 第四次川中島之戰
永祿4年（1561年），上杉謙信率領一萬三千人由川中島出發進入妻女山，由於威脅到武田邊境的海津城。信玄也率領二萬多人前往川中島，進入海津城與謙信對陣。軍議席上，武田家重臣多數主張與上杉進行決戰，但信玄基於慎重考量，命勘助及馬場信春規劃擊破上杉謙信軍的方案。勘助提出計謀由信玄率領主力八千人於原地待命，另外一萬兩千人則由高坂昌信和馬場信春指揮別動隊趁夜接近妻女山，故意驚動上杉軍讓上杉軍下山前往平地布陣，此時主力軍及別動隊同時夾擊上杉謙信，此即為「啄木鳥戰法」。
但此計被上杉謙信識破，命人虛立篝火，營造上杉軍仍在山上的假象，實際上前一日謙信即已率全軍向川中島進發，奔襲武田軍本陣。高坂、馬場的別動隊尚未察覺，仍往妻女山前進。等到撲空後才急忙回援川中島。
決戰當日由於濃霧瀰漫，信玄與勘助無法確認上杉軍所在之處，濃霧散開後，勘助發現上杉軍主力早已殺到武田主軍八千人正前方，但是高坂、馬場一萬兩千人卻尚未抵達，上杉軍以車懸之陣輪番上陣，武田軍則以鶴翼之陣抵抗，並期待援軍來到，武田主軍遭到重創，信玄弟弟武田信繁、名將諸角虎定、初鹿野忠次等人戰死。山本勘助為了負責過失率領部下突擊謙信本陣，被柿崎景家部下坂木磯八砍下首級，享年69歲。

## 正史和明治時期的爭議
江戶幕府時期，山本勘助被當成真實存在的傳奇軍師而受到百姓與武士的愛戴，明治維新時期發現除了可信度極低的甲陽軍鑑之外根本沒有當時現有的史書記載這位傳奇軍師，當時普遍認為山本勘助為虛構人物。
東京帝國大學教授田中義成認為甲陽軍鑑作者應為山本勘助的兒子並將他的一生傳奇化，推測山本勘助其實只是山縣昌景手下的一名小兵。

### 近代的研究與山本菅助
1969年10月，於北海道釧路市居民公佈祖先遺留下來的武田信玄親手寫的市河家文書中提到信玄確實有「山本菅助」這位家臣（勘助與菅助日文同音）。經由北海道大學、信濃史料編纂室鑑定確實為信玄親筆跡，此文書的確為戰國時代的遺物。
當時山本菅助是否真為山本勘助本人引起史學家的爭議。而根據近代的研究表示山本菅助身分為傳令將，於第四次川中島之戰戰死，探訪山本氏子孫確定菅助法號為道鬼，另外傳令將一職為戰國大名身旁的親信，擔任此職的武士具有替大名發言的權利，目前可以確認山本菅助確實為甲陽軍鑑中的山本勘助。但是由於山本菅助的資料都是瑣碎性的，是否菅助的事蹟真有甲陽軍鑑所紀載的那麼傳奇，還有菅助是否真為武田軍的軍師都是現在史學家熱烈爭議的話題。

## 後代
- 其弟山本帶刀左衛門成行追隨牧野氏支持檀岳承芳，桶狹間之戰後牧野氏獨立，而後歸降德川家，隸屬於東三河旗頭的酒井忠次旗下，德川幕府成立後，牧野氏入主越後長岡藩，山本氏代代為其家老，後裔山本帶刀義路（知行1300石）有位養子山本五十六。
- 江戶幕府末期的亡命博徒、曾參與清河八郎組織的「浪士組」的祐天仙之助（日语：祐天仙之助）（1818年—1863年11月25日）自稱為勘助之末裔。

## 逸聞
- 山本勘助雖然是“獨眼跛脚”，但據說是京城流派行流的高手。在武田家中亦是數一數二的劍術高手。
- 信玄評價其「萬人之眼如星，勘助的獨眼如月」。
- 山本堪助最著名的戰術就是「啄木鳥戰術」，在第四次川中島之戰時一度令上杉軍吃盡苦頭。

## 登場作品

### 小說
- 風林火山（新潮社、井上靖著）
- 武田信玄（文藝春秋、新田次郎（日语：新田次郎）著）
- 紅楓子之戀（德間書店、宮本昌孝（日语：宮本昌孝）著）

### 漫畫
- 男弐（集英社、作：小池一夫、畫：伊賀和洋）
- 獨眼之龍（日语：隻眼の竜）（小學館、橫山光輝作）

### 影視劇
- 武田信玄（日语：武田信玄 (1966年のテレビドラマ)）（1966年、NTV、演：遠藤辰雄（日语：遠藤太津朗））
- 風林火山（1969年、東寶、演：三船敏郎）
- 風林火山（1969年、NET、演：東野英治郎）
- 武田信玄（1988年、NHK大河劇、演：西田敏行）
- 天與地（1990年、東映、演：夏八木勲）
- 武田信玄（日语：武田信玄 (1991年のテレビドラマ)）（1991年、TBS、演：火野正平）
- 風林火山（日语：風林火山 (1992年のテレビドラマ)）（1992年、NTV、演：里見浩太朗）
- 風林火山（日语：風林火山 (2006年のテレビドラマ)）（2006年、EX、演：北大路欣也）
- 風林火山（2007年、NHK大河劇、演：內野聖陽）
- 天與地（日语：天と地と#テレビ朝日版）（2008年、EX、演：山下真司）
- 塚原卜傳（日语：塚原卜伝 (テレビドラマ)）（2011年、NHK-BS、演：三浦哲郁（日语：三浦アキフミ））